# サワンチサップ
サワンチサップは、北海道の川上郡弟子屈町にある標高520mの山である。

## 概要
屈斜路火山群を構成する山で、南東にはマクワンチサップとアトサヌプリが並ぶ。東側にはポンポン山と呼ばれる場所があり、そこからは現在でも噴煙が出ている。
山名の由来は定かではないが、『弟子屈町史』では「サ・ワ・アン・チサップ（前方にあるチサップ）」としている。「チサップ」については「chisa-p（泣くもの）」という説がある。またサワンチサップは「帽子山」と呼ばれることがある。
ポンポン山の名前の由来については2つの説があり、ポンポン山に設置されている看板には「ポンポツヌ（小さく各所に湧き出す温泉）」が語源であると記載されているが、山の上に立って強く踏むと「ポンポン」と音が鳴るからという説もある。

## 登山
山頂までの登山道は存在しないが、ポンポン山までは道がある。
仁伏からポンポン山を登る。ここから先には第2ポンポン山と呼ばれる箇所がありそこを経由した後にサワンチサップの急斜面を登って山頂へ至るコースを採る人が多い。道はないものの山中の笹は背が低いため藪漕ぎを強いられるところは特にない。